# سارافلوکساسین
سارافلوکساسین(به انگلیسی: Sarafloxacin) (INN) یک آنتی بیوتیک کینولونی است،  که توسط شرکت سازنده آن یعنی آزمایشگاه ابوت از ۳۰ آوریل ۲۰۰۱، از مصرف بالینی خارج شد. 